# Flash Gordon
Flash Gordon è un personaggio dei fumetti protagonista dell'omonima serie di fantascienza ideata da Alex Raymond, che ha esordito il 7 gennaio 1934 e pubblicata per quasi settant'anni negli Stati Uniti. Dal fumetto sono state tratti nel 1935 un programma radiofonico e, tra il 1936 e il 1940, tre serial cinematografici e due lungometraggi, nel 1974 e nel 1980. Nel 1995 fu uno dei venti personaggi a fumetti inclusi nella serie commemorativa di francobolli statunitensi Comic Strip Classics.

## Storia editoriale
Nel 1933 il King Features Syndicate, al fine di contrastare il successo della serie a fumetti di fantascienza di Buck Rogers, indice un concorso interno tra i propri collaboratori che venne vinto da Raymond proponendo il personaggio di Flash Gordon che esordisce il 7 gennaio del 1934 e che proseguirà fino al 1944 in tavole domenicali e strisce giornaliere. Nella realizzazione del fumetto Raymond si avvale della collaborazione di Don Moore ai testi e di Austin Briggs e John Mayo ai disegni. Raymond si arruola per la seconda guerra mondiale nel 1944, lasciando l'incarico di proseguire la serie ad Austin Briggs, ma poi arriveranno altri autori come Mac Raboy, Dan Barry e Ric Estrada, Bob Fujitani e Al Williamson, con numerosi assistenti. Dopo che numerosi autori e disegnatori si sono alternati negli anni nella realizzazione della serie, questa ha chiuso definitivamente nel 2003 all'epoca scritta e disegnata da Jim Keefe. Il King Features Syndicate continua da allora a ristampare le avventure del personaggio firmate da Keefe. Il 20 ottobre 2023, è stato annunciato che King Features Syndicate rilancerà Flash Gordon il 22 ottobre sotto la guida del fumettista Dan Schkade e sarà rilasciato quotidianamente.

## Pubblicazioni in lingua italiana
In Italia esordisce il 14 ottobre 1934 su l'Avventuroso con il nome di Gordon Flasce venendo pubblicato fino al 18 settembre 1938. Così come quello del protagonista, molti nomi dei personaggi sono stati in quell'occasione tradotti o adattati, per esempio il dottor Zarkov diventa il dottor Zarro, mentre in edizioni successive si è preferito usare i nomi originali.
Nel 1964 e poi ancora negli anni settanta, le strisce disegnate da Alex Raymond vennero pubblicate dai Fratelli Spada dal 1977 al 1979 su una serie di albi:
1. Il razzo celeste del Dr. Zarro (3 luglio 1977)
2. Nel regno degli uomini falchi (18 luglio 1977)
3. Il torneo di Mongo (2 agosto 1977)
4. Nel regno di Uraza (17 agosto 1977)
5. Re Gordon contro Ming (7 settembre 1977)
6. La guerra sottomarina (22 settembre 1977)
7. Nel regno delle foreste (22 febbraio 1978)
8. I cavalieri del deserto (5 marzo 1978)
9. La cattura di Ming (25 giugno 1978)
10. La regina delle nevi (10 luglio 1978)
11. Guerra su Mongo (10 agosto 1978)
12. Mongo è libera! (25 agosto 1978)
13. La spada rossa (10 novembre 1978)
14. Ritorno su Mongo (25 novembre 1978)
15. I predoni del deserto (20 gennaio 1979)
16. La setta dei mendicanti (10 febbraio 1979)

## Trama
Un misterioso pianeta, Mongo, sembra dirigersi in rotta di collisione verso la Terra. Il dottor Zarkov costruisce un'astronave al fine di deviarne la traiettoria per evitare lo scontro con la Terra e costringe Flash Gordon e Dale Arden, atterrati fortunosamente nelle vicinanze del suo laboratorio, a seguirlo nell'impresa. I tre intraprendono il viaggio che così li porta su Mongo che per quasi dieci anni sarà il teatro delle loro avventure. L'impatto dell'astronave del dr. Zarkov con il pianeta è violento, ma la Terra può dirsi salva. Sul pianeta i tre scoprono che è abitato da diversi popoli, alcuni tecnologicamente avanzati ma sottomessi al perfido imperatore Ming. I tre terrestri vengono a contatto con il principe Barin, legittimo pretendente al trono di Mongo, e scoprono che è stato bandito insieme ai suoi seguaci tra cui Aura, la figlia di Ming diventata moglie di Barin dopo un tumultuoso torneo, e confinato nel reame boscoso di Arboria. Gordon, Zarkov e Dale allora si uniscono alla lotta del Principe Barin per riconquistare il trono.
Negli anni quaranta Gordon lascia Mongo e ritorna sulla Terra per partecipare alla seconda guerra mondiale.
Successivamente il personaggio diventa sempre un pilota spaziale tra i tanti, impegnato in avventure interplanetarie di genere fantascientifico tecnologico.

## Personaggi

### Amici
- Dale Arden: perenne fidanzata e sposa promessa di Gordon, proveniente dalla Terra. Donna che spesso ha chiesto l'aiuto del suo amato, si è comunque mostrata forte in varie occasioni. In una storia del 1968, stanca di fare l'eterna fidanzata, sempre in giro per l'Universo, concupita da tiranni intergalattici lo lascia e sposa un contadino recatosi sul pianeta Marte nel corso di un tentativo di colonizzazione;
- Dottor Zarro (nome originale: Hans Zarkov): amico eterno di Gordon, proviene dalla Terra e assieme ai due terrestri salva il loro pianeta da Mongo. Il più grande scienziato di tutti i tempi si mostra utile in quasi tutte le situazioni difficili;
- Tun (nome originale: Thun): principe degli uomini leone, figlio di Nugrid;
- Principe Barin: legittimo pretendente al trono di Mongo, migliore amico di Gordon, miglior spadaccino e re di Arboria, il regno delle foreste;
- Roga: principe dei nani neri, figlio di Nurid;
- Vultano (nome originale: Vultan): re degli uomini falco. Inizialmente ostile a Gordon, quando entrambi si mostrano nemici di Ming ne diventa amico e alleato;
- Kan (nome originale: Khan): capitano
- Rot (nome originale: Zug): re degli uomini delle caverne di Kira; inizialmente ostile a Gordon, viene da questi sconfitto in una lotta e ne diventa alleato;
- Ondina (nome originale: Undina): regina di Coralia; inizialmente nemica, diventa alleata di Gordon quando Ming dichiara guerra a Coralia;
- Conte Bulok o Bulach: ribelle che si unisce a Gordon nell'attacco a Ming. Il calvo zio di Sonja porta una benda nera sull'occhio sinistro e una barba rossa;
- Fria: regina del regno settentrionale di ghiaccio di Frigia. Sposa il principe Ronal.
- Principe Ronal: cugino di Barin, inizialmente si innamora di Dale e in seguito sposa Fria diventando conte di Frigia.
- Maggiorale Danver: si sacrifica per Gordon e Dale facendo partire l'aeroplano dalla nave nemica e rimanendo nelle mani dei nemici sulla Terra. I due amici tuttavia si riuniscono dopo che Danver viene salvato da truppe alleate;
- Desira: regina di Tropica, regione tropicale di Mongo, moglie di Gundar.
- Gundar: predone del deserto di Mongo dell'est, sovrano dei banditi, noto come "il falco del deserto", gradualmente si innamora di Desira e dopo che lei riconquista il regno i due preparano a sposarsi.
- Trico: scaltro ladro di Tropica, aiuta Flash, Dale e Tartara a fuggire dalle truppe di Brazor portandoli nel regno sotterraneo dei banditi.

### Avversari
- Ming lo spietato (nome originale: Ming the Merciless): imperatore di Mongo; i suoi sudditi si rivolgono a lui chiamandolo "Suprema Intelligenza";
- Aura: principessa di Mongo, figlia di Ming; inizialmente innamorata di Gordon ne diviene acerrima nemica quando questi la respinge. In seguito all'unione con Barin diviene gradualmente amica dei ribelli e amica cara dei due terrestri;
- Kang: primogenito e successore di Ming;
- Zin: terzogenito di Ming;
- Kala: re degli uomini marini;
- Vultano: inizialmente è dalla parte di Ming, vuole sposare Dale e uccidere Gordon e i suoi amici. Quando Zarro e Barin salvano la città degli uomini falco, Vultano cambia fronte;
- Gran Dragone: capo degli uomini lucertola;
- Uraza (nome originale: Azura): regina degli uomini magici;
- Koro: re dei guerrieri nani;
- Orax: re degli uomini del fuoco;
- Kunar (nome originale: Naquk): gigante re dei ghiacci del sud, fedele a Ming;
- Ondina (nome originale: Undina): regina di Coralia; diventa alleata di Gordon quando Ming dichiara guerra a Coralia;
- L'anonimo capo degli Uomini Zanna;
- Principe Brazor: tiranno di Tropica che si impadronisce del trono di Desira. È uno dei più odiati dittatori di Mongo. Viene ucciso da Gordon, durante la battaglia di Tropica, riportando Desira al suo legittimo trono.
- Ming II figlio e successore di Kang.

### Personaggi minori
- Ronkol: soldato di Barin, aiuta Aura a fuggire e viene ucciso durante la fuga;
- Zogi: grande prelato di Mongo, designato a celebrare il matrimonio fra Ming e Dale; per aver osato ostacolare Ming, viene da questi trafitto con la spada;
- capitano Lin Ciù (nome originale: Linchu): comandante del razzo prigione che conduce Dale, Gordon, Tun e Zarro nel regno degli uomini falco. In seguito tenta di uccidere Vultano e per punizione viene gettato nella fornace atomica;
- Lura: donna falco, è la moglie favorita di Vultano. Per gelosia getta Dale dall'alto della torre dell'harem;
- Nak: padre di Lura, costruttore della torre dell'harem, in passato è stato torturato da Vultano;
- Jugrid, re degli uomini leoni e padre di Tun;
- Kan, capitano degli uomini falco e braccio destro di Gordon nella conquista del regno delle grotte;
- Tal (nome originale: Tahl): generale e braccio destro di Uraza; in assenza di Uraza si impadronisce del trono;
- Grumm: uomo magico, conservatore del gas paralizzatore;
- Tritone: braccio destro di Ondina, in seguito suo marito e re di Coralia;
- Plutone: ministro della giustizia di Coralia;
- Capitano Truno: ufficiale del corpo reale di Barin, viene mandato al monte Karakas alla ricerca di Gordon, Dale e Zarro. In seguito partecipa alla ricerca di Borom e combatte contro gli uomini scimmia;
- Bent-back: vecchio uomo zanna che complotta con il capo per togliere di mezzo Gordon;
- Borom: servitore nel palazzo di Barin, viene imprigionato per aver tentato di avvelenare Gordon. Riuscito a fuggire si allea con gli uomini scimmia per tentare di catturare Gordon e Barin. Sconfitto, fugge nel deserto e viene salvato da una compagnia di cacciatori di Ming. Informa Ming che Gordon e Dale sono ancora vivi e si trovano nel regno di Barin e per questo viene ricompensato col grado di capitano della fanteria di Ming;
- Dottor Bono: cura Gordon dopo essere stato catturato e viene salvato da Gordon durante un incidente nel laboratorio. In seguito organizza la finta morte di Gordon durante l'esecuzione;
- Luco, contadino che odia Ming per le tasse opprimenti, aiuta Dale, Aura e Zarro ad entrare in città travestiti da contadini;
- Kugor, schiavo che ha un debito d'onore con il dottor Bono; aiuta lui e Gordon ad unirsi ai fuorilegge che popolano le fognature della città di Ming;
- Hong: malvagio capo delle prigioni di Ming, tenta di violentare Dale;
- Sonja, sorella di Bulok, si innamora di Gordon;
- Ruduk: traditore che tenta di uccidere Gordon per intascare la taglia;
- Pequit: una delle amanti di Gundar. tradisce Gundar, il suo capo, e Gordon aiutando Brazor a fuggire dalle prigioni di Gundar;
- Gypsa: zingara e danzatrice di Tropica, è alleata di Gordon e se ne innamora, per quanto lui la ignori.

### Popoli
- Uomini gialli: il popolo dominante di Mongo a cui appartengono anche Ming, Aura e Barin. Sono in genere di alta statura e con la pelle gialla;
- Scimmie rosse;
- Uomini leone: hanno la pelle rossa, una criniera e una coda;
- Uomini marini o uomini squalo: hanno la pelle verde, vivono sott'acqua purché indossino dei caschi trasparenti contenenti aria;
- Nani neri: simili ai pigmei terrestri, hanno la pelle marrone-violacea;
  - Personaggi noti: Roga e Nurid.
- Uomini falco: dall'aspetto europoide, ma con ali piumate di color bruno;
- Uomini drago bleu;
- Uomini pantere;
- Uomini lucertola;
- Uomini magici: hanno la pelle azzurra o bianca, e vivono nel regno nascosto di Kira;
  - Personaggi noti: Uraza, Tahl e Grumm;
- Guerrieri nani: piccoli, bianchi e dai capelli rossi;
- Popolo sottomarino di Coralia, si distinguono da tutti gli altri popoli per via della mutazione artificiale dei polmoni in branchie;
- Uomini zanna: uomini dai costumi primitivi, hanno la coda, i peli azzurri e i canini molto sviluppati e vivono nelle foreste di Arboria;
  - Personaggi noti: Bent-Back e Una-Zanna (nome originale: One-Tusk).
- Uomini scimmia di Mongo: dall'aspetto scimmiesco, hanno pelle rossa e sono dotati di piccole corna. Vivono nelle caverne e sugli alti alberi d'Arboria;
- Predoni del deserto;
- Uomini delle caverne di Kira: simili agli uomini preistorici, hanno perlopiù peli rossi.
  - Personaggi noti: Rot, Kaza e Zula.

### Creature
Ci sono varie creature, il più delle volte anonime.
- draghi di Mongo
- draghi rossi
- tigri unicorno
- lupi corazzati: il loro capo si chiama Bulva
- drago sacro degli uomini falchi
- cavalli unicorni o liocorni: usati per i reparti di cavalleria.
- draghi volanti
- cavalli marini: usati come cavalcature dai soldati di Ondina.
- scoiattoli alati: quando mordono iniettano un veleno che fa diventare pazzi.
- elefante a due proboscidi
- piante carnivore enormi
- vampiri giganti

A qualcuna di esse viene dato un nome:
- Komok, detto il divoratore di uomini
- Sak, drago dalle due teste
- Goko, drago del sottosuolo
- tridentauro: specie di dinosauro bipede rosso e carnivoro

## Ambientazioni
- Mingo, capitale di Mongo;
- città degli uomini sottomarini;
- città degli uomini falchi;
- regno delle caverne: abitato dai nani neri;
- Kira, regno delle grotte;
- regno delle forest;
- Coralia: regno sottomarino di Ondina, la cui capitale è la città di corallo;
- Arboria, regno forestale di Barin;
- Frigia, regno dei ghiacci del Nord;
- reame dei ghiacci del sud;
- Kira, mondo delle cave, Syk è la sua capitale;
- Continente Inesplorato, ad est delle terre di Ming;
- Continente Tropica, all'estremo est di Mongo;
- regno sotterraneo di Tropica: ospita i ladri, poveri, malfamati e zingari di Tropica.

## Altri media

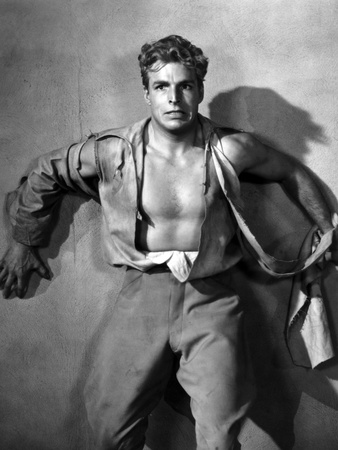
Flash Gordon interpretato dall'attore Buster Crabbe in tre fortunati serial cinematografici degli anni quaranta

### Cinema

#### Serial cinematografici
- Flash Gordon (1936): serial cinematografico della Universal con Buster Crabbe. Trasmesso in Italia solo in TV negli anni ottanta e uscito in DVD nel 2006;
- Flash Gordon alla conquista di Marte (Flash Gordon's Trip to Mars, 1938): secondo serial della Universal con Buster Crabbe. In Italia venne proiettata solo la versione cinematografica condensata e poi in DVD nel 2007;
- Flash Gordon - Il conquistatore dell'universo (Flash Gordon Conquers the Universe, 1940): terzo serial con Buster Crabbe. In Italia venne proiettata solo la versione cinematografica condensata e poi in DVD nel 2007.

#### Lungometraggi
- Flash Gordon (Spaceship to the Unknown, 1936): condensato dei 13 episodi del serial dello stesso anno, regia di Frederick Stephani;[9]
- Deadly Ray from Mars (1938): condensato dei 15 episodi del serial dello stesso anno, per la regia di Ford Beebe e Ray Taylor;[10]
- Flash Gordon (Purple Death from Outer Space, 1940): condensato dei 12 episodi del serial dello stesso anno, per la regia di Ford Beebe e Ray Taylor;[9]
- Flash Gordon, adattamento cinematografico del 1980 di Mike Hodges, colonna sonora dei Queen;
- Flesh Gordon - Andata e ritorno... dal pianeta Porno! (Flesh Gordon), ovvero "Flesh" (carne) e non "Flash" (lampo), è una parodia erotico-demenziale (USA, 1974);
- il regista Taika Waititi scriverà e dirigerà un film animato su Flash Gordon.[11]

### Musica
- De Como Meu Herói Flash Gordon Irá Levar Me De Volta A Alfa Do Centauro, Meu Verdadeiro, canzone di Ronnie Von, contenuta nell'album A Misteriosa Luta do Reino de Parassempre contra o império de Nuncamais (1969).
- Gordon (1975), album dei Nomadi che contiene il brano omonimo (pubblicato anche in singolo), ispirato al fumetto.
- Flash Gordon (1980), album dei Queen contenente la colonna sonora del film.

### Radio
- Dal 1935 al 1940 il personaggio è protagonista di un popolare programma radiofonico americano basato sulle sue avventure.[1][2]

### Televisione

#### Serie televisive
- Flash Gordon (1954);
- Flash Gordon (2007).

#### Serie televisive a cartoni animati
- The New Adventures of Flash Gordon (due stagioni, 1979 e 1982);
- I difensori della Terra (Defenders of the Earth, 1987);
- Flash Gordon (1996).

### Videogiochi
- Flash Gordon (1983) per Atari 2600 e, come Spider City (senza riferimenti a Flash Gordon), per Atari 8-bit e VIC-20;
- Flash Gordon (1986) per Amstrad CPC, Commodore 64, MSX e ZX Spectrum;
- Defenders of the Earth (1990) per molte piattaforme, basato in particolare sulla serie I difensori della Terra;
- Flash Gordon: Il rapimento di Dale (1994) per MS-DOS, avventura in italiano pubblicata in edicola dall'editrice Comic Art[12][13]